# 蘇爾扎
48°39′48″N 26°27′58″E / 48.66333°N 26.46611°E
蘇爾扎（烏克蘭語：Суржа），是烏克蘭的村落，位於該國西部赫梅利尼茨基州，由卡緬涅茨-波多利斯基區負責管轄，始建於1410年，面積0.78平方公里，2001年人口206，人口密度每平方公里264.8人。